# ヒヌフ人
ヒヌフ人（ヒヌフじん、ヒヌフ語: гьинухъес hinuqes;  アヴァル語: гьинухъесел , hinuqesel;  ロシア語: Гинухцы;  英語: Hinukh people）とは、ロシア連邦のダゲスタン共和国に居住する少数民族である。

## 概要
ダゲスタンのチュンチンスキー地区ヒヌフ村に居住する民族で、北東コーカサス語族のダゲスタン語派、ツェズ諸語（英: Tsezic）に属す無文字言語であるヒヌフ語を話す。
アヴァール人の一派であるとされることもあるが、アヴァール人が話すアヴァル語とヒヌフ語は全く異なる。ヒヌフ語には固有の書き言葉が存在せず、かつてのヒフヌ人の生活がアヴァル語で記録されていたことがあるためと考えられる。
ヒヌフ語は絶滅の危機に瀕しており、約4,000人ほどいるヒヌフ人において、2002年には500人以上の話者がいたが、2010年の時点で話者は5人しか残っていない。